# Senobasis ornata
Senobasis ornata là một loài ruồi trong họ Asilidae. Senobasis ornata được Wiedemann miêu tả năm 1819.